# Leni Riefenstahl
Helene Bertha Amalie Riefenstahl, detta Leni (Berlino, 22 agosto 1902 – Pöcking, 8 settembre 2003), è stata una regista, attrice, produttrice cinematografica, ballerina e fotografa tedesca.
Fu celebre soprattutto come autrice di film e documentari che esaltavano il regime nazista e che le assicurarono una posizione di primo piano nella cinematografia tedesca del suo tempo. In seguito si propose come autrice di opere sulle culture tradizionali africane e sulla biologia marina.
La sua adesione al nazionalsocialismo fu caratterizzata dall'amicizia e reciproca stima con Adolf Hitler e dalla condivisione dell'estetica nazista, che contribuì a sviluppare e alla quale diede espressione visiva. I contrasti con alcuni gerarchi nazisti, soprattutto con il ministro della propaganda Joseph Goebbels, la spinsero a una progressiva autonomia dal Partito nazista al quale non fu mai iscritta.
Sebbene la sua arte abbia avuto una forte connotazione propagandistica, nei suoi film non sono presenti i principi antisemiti e razzisti che invece permeavano le idee di Goebbels e Julius Streicher.

La sua dimensione artistica non può essere ridotta a quella politica: la sua personalità anticonformista non corrisponde al modello femminile nazista e la sua influenza culturale, le sue innovazioni tecniche e il suo prestigio sopravvissero alla caduta del regime e le permisero di minimizzare il suo passato nazista (che comunque le impedì a lungo di lavorare), riaffiorato negli anni ottanta nella causa legale contro la regista tedesca Nina Gladitz.

## Biografia

### Ballerina e attrice
Leni Riefenstahl nacque a Berlino nel 1902. Il padre, Alfred Theodor Paul Riefenstahl, era un imprenditore di successo e avrebbe voluto per lei un futuro nell'azienda di famiglia. La madre, Bertha Scherlach, ne intuì presto il talento artistico e l'avviò alla danza, alla pittura e al teatro di nascosto dal marito, che non riteneva l'arte e lo spettacolo dei “mestieri seri”. A 16 anni la Riefenstahl si iscrisse alla Grimm-Reiter School di Berlino: la sua passione non poté più essere nascosta, causando una grave crisi coniugale. Il padre non credeva nel talento della figlia e la iscrisse alla Kunstakademie (Accademia di belle arti) di Berlino, una delle più prestigiose della città, sperando che ne mettesse in luce le lacune, inducendola a seguire la volontà paterna. Al contrario, la Riefenstahl si rivelò una delle allieve più promettenti e nel 1921 decise di lasciare la sua casa a causa dei contrasti con il padre. Studiò il balletto russo con Eugenie Eduardova e la danza contemporanea sotto la direzione di Mary Wigman.
Divenne un'affermata ballerina: tra il 1923 e il 1924 fu ingaggiata da Max Reinhardt per il Deutsches Theater (dove ebbe modo di conoscere il Kammerspiel) e partecipò a tournée in diverse città europee. La fragilità articolare la rendeva però soggetta a frequenti infortuni: uno al ginocchio durante una tournée a Praga nel 1924 interruppe la sua carriera. L'infortunio non le impedì di fare la sua prima esperienza cinematografica, apparendo nel film Forza e bellezza (1925).
Tornata a Berlino per visite mediche, la Riefenstahl assistette alla proiezione del film Der Berg des Schicksals ("La montagna del destino"), un film sulle Dolomiti del regista tedesco Arnold Fanck, un pioniere del "cinema di montagna". Rimase affascinata dalle possibilità di questo genere cinematografico che all'epoca riscuoteva un buon successo. Per circa un anno fece un lungo viaggio sulle Alpi nella speranza di incontrare Fanck e ottenere un ruolo nel suo successivo film. Incontrò invece Luis Trenker, un attore italiano altoatesino che aveva lavorato con Fanck e che la segnalò al regista.
Nel 1926 ottenne il suo primo ruolo da protagonista nel film La montagna dell'amore (Der Heilige Berg) e divenne rapidamente la star di numerosi film diretti da Fanck, presentandosi come una giovane donna atletica e avventurosa dotata di un suggestivo appeal. La sua carriera di attrice di film muti fu prolifica, tanto da guadagnarle in Germania una discreta fama e la considerazione di registi e appassionati di cinema. Nel 1930 concorse al ruolo di protagonista per L'angelo azzurro (Der Blaue Engel), ma il regista Josef von Sternberg le preferì Marlene Dietrich. Si trovò a suo agio anche con il cinema sonoro.
La collaborazione con Fanck le permise un utile apprendistato nella regia, nel montaggio e nella fotografia. La bella maledetta (Das blaue Licht) del 1932 fu il primo film diretto dalla Riefenstahl in un periodo nel quale la regia era affidata quasi esclusivamente a uomini. Fu anche coautrice della sceneggiatura, attrice protagonista e produttrice, tramite la casa di produzione cinematografica, Leni Riefenstahl Productions, di sua proprietà. La bella maledetta fu menzionato nel 1934 tra i migliori film stranieri dell'anno dal National Board of Review of Motion Pictures.
L'ultima interpretazione nel "cinema di montagna" fu come protagonista di S.O.S. iceberg (SOS Eisberg). Girato nel 1933 contemporaneamente nella versione tedesca diretta da Fanck e in quella inglese diretta da Tay Garnett, distribuito da Universal Studios, è l'unico film in cui la Riefenstahl recitò in una lingua diversa dal tedesco. Rifiutò la proposta di trasferirsi a Hollywood preferendo rimanere in Germania.
Nel 1928 la Riefenstahl aveva accompagnato Fanck ai II Giochi olimpici invernali di St. Moritz, interessandosi alla fotografia e cinematografia sportiva.

### Regista del nazismo

#### Der Sieg des Glaubens

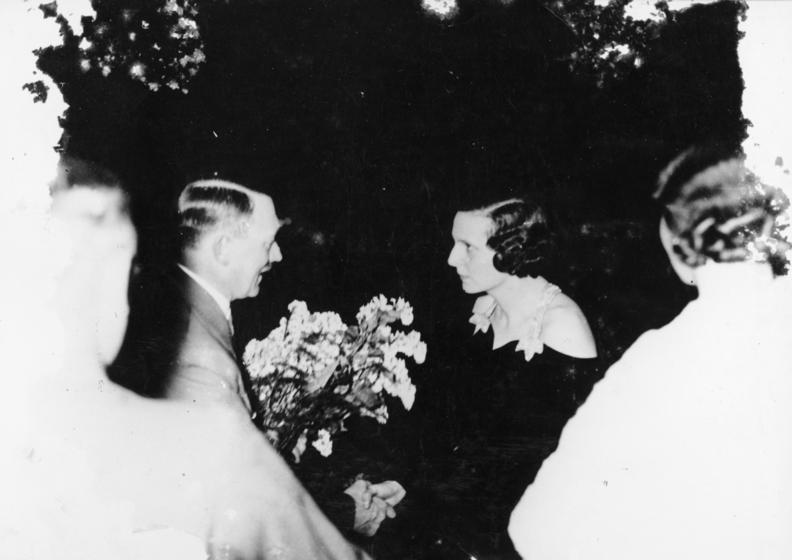
Adolf Hitler con Leni Riefenstahl nel 1934.

Durante la lavorazione de La bella maledetta (Das blaue Licht), la Riefenstahl lesse il Mein Kampf rimanendone profondamente colpita e nel 1932 ebbe modo di partecipare a un raduno elettorale del NSDAP, il partito nazista: la violenta oratoria di Hitler ebbe su di lei un effetto travolgente. Scrisse a Hitler chiedendogli un incontro. Dal canto suo Hitler assistette a una proiezione di La bella maledetta e ne rimase favorevolmente impressionato. Il Cancelliere si reputava un artista, ma era ignorato dai circoli culturali tedeschi e vide in lei chi avrebbe potuto creare l'immagine di una Germania wagneriana che emanasse bellezza, potenza e forza, da utilizzare a fini propagandistici in Germania e all'estero.
Il reciproco interesse portò a un incontro tra i due: Hitler chiese alla Riefenstahl di girare un cortometraggio in occasione del congresso del partito (Reichsparteitag) che si sarebbe tenuto a Norimberga nel settembre 1933 per celebrare l'ascesa al potere dei nazisti (Machtergreifung). Il film, dal titolo Der Sieg des Glaubens ("La vittoria della fede"), fu reputato un capolavoro dallo stesso committente che però, dopo la "Notte dei lunghi coltelli", ordinò il ritiro e la distruzione di tutte le copie in quanto la pellicola presentava molte scene con Ernst Röhm, la vittima più illustre dell'epurazione, spesso ripreso insieme ad Hitler: la damnatio memoriae cui fu sottoposta la figura del leader delle SA non risparmiò il lavoro della Riefenstahl. L'unica copia esistente di Der Sieg des Glaubens è conservata presso il Bundesarchiv-Filmarchiv di Berlino; fu lasciata dalla Riefenstahl nel Regno Unito, probabilmente nell'aprile del 1934, durante una sua visita alle maggiori università per delle conferenze sulle tecniche cinematografiche.

#### Il trionfo della volontà

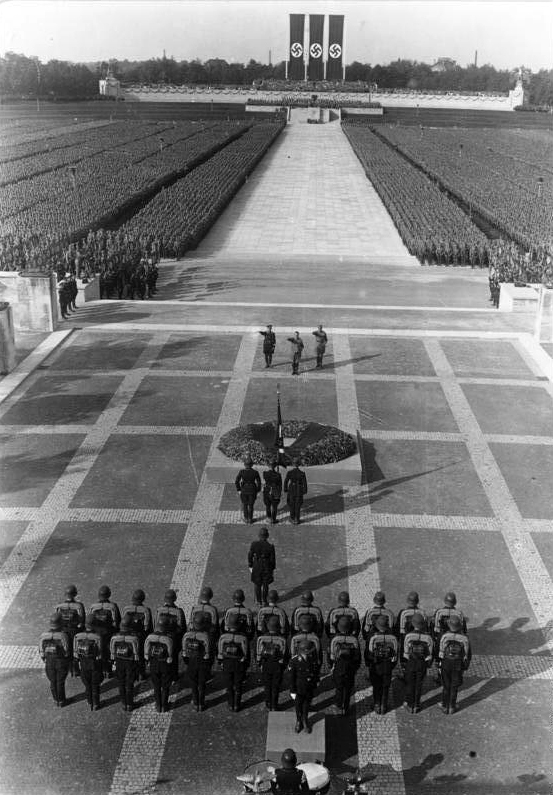
Adolf Hitler, Viktor Lutze e Heinrich Himmler durante uno dei raduni di Norimberga (1934),

Hitler propose alla Riefenstahl di girare un nuovo film in occasione del successivo raduno del settembre 1934. La Riefenstahl inizialmente non fu disponibile: non voleva girare un altro film per la NSDAP e preferiva lavorare alla trasposizione cinematografica di Tiefland, un'opera del 1903 di ambientazione spagnola del compositore tedesco Eugen d'Albert (tra le preferite di Hitler), per la cui produzione aveva già ricevuto finanziamenti da privati. Quando la Riefenstahl dovette abbandonare il progetto a causa della difficile situazione politica della Spagna, che di lì a poco sarebbe sfociata nella guerra civile, Hitler riuscì a convincerla, a condizione che fosse l'ultimo film per il partito. La Riefenstahl temeva che la sua identificazione con la propaganda nazista divenisse un ostacolo alla sua carriera di attrice.
Il trionfo della volontà (Triumph des Willens, titolo scelto da Hitler) è considerato un classico dei film di propaganda politica per l'efficacia nel glorificare la figura del Führer, nuovo messia del popolo tedesco. L'innovativa regia della Riefenstahl, che poté disporre della quasi totalità degli operatori cinematografici tedeschi e si avvalse di teleobiettivi e grandangoli, riuscì a trasmettere agli spettatori un epico senso di potenza attraverso inquadrature panoramiche di sterminate masse d'uomini marcianti in formazioni rigidamente inquadrate, accompagnate da una musica wagneriana travolgente.
Estratti dei discorsi tenuti da Hitler e dagli altri gerarchi nazisti si intervallano e si fondono con l'incalzare delle immagini, che enfatizzano le scenografie imponenti realizzate per il congresso dall'architetto Albert Speer, destinato a diventare negli anni successivi uno dei più importanti leader nazisti.
Lodato da Hitler come «incomparabile glorificazione della potenza e della bellezza del nostro movimento nazionalsocialista», Il trionfo della volontà vinse tra gli altri il Gran Premio all'Esposizione internazionale Arts et Techniques dans la Vie moderne di Parigi del 1937: la Riefenstahl fu la prima regista donna a ricevere riconoscimenti internazionali.

#### Tag der Freiheit - Unsere Wehrmacht
La Riefenstahl tornò a Norimberga anche per il raduno del NSDAP del settembre del 1935, che aveva per tema la libertà del popolo tedesco, intesa come reintroduzione della coscrizione obbligatoria e creazione di un nuovo potente esercito tedesco, la Wehrmacht, istituita il 16 marzo di quell'anno in violazione alle clausole del trattato di Versailles del 1919. Il trionfo della volontà aveva provocato il risentimento dei generali del Reichswehr, che si erano sentiti esclusi dalle riprese: in effetti il film contiene solo un breve spezzone relativo alle manovre dell'esercito. Hitler, desideroso di smorzare le polemiche, propose alla Riefenstahl di montare alcune scene aggiuntive che avrebbero dovuto mostrare la potenza del "nuovo" esercito tedesco. La Riefenstahl rifiutò il consiglio di Hitler e girò un nuovo cortometraggio interamente dedicato alle forze armate che prese il titolo di Tag der Freiheit - Unsere Wehrmacht ("I giorni della libertà - Il nostro esercito").
In occasione del raduno del 1935 vennero promulgate le leggi razziali antisemite, che presero appunto il nome di leggi di Norimberga e che rappresentarono una fondamentale tappa nel processo che condusse all'Olocausto negli anni successivi. Forse per questo la Riefenstahl negò l'esistenza del cortometraggio, finché una sua copia non fu scoperta nel 1971.

#### Olympia
Nel 1936 Hitler affidò alla Riefenstahl la realizzazione di un film celebrativo dei Giochi olimpici di Berlino. Timorosa di eventuali interferenze creative da parte del potente ministro della Propaganda Goebbels, con cui i rapporti, inizialmente buoni, si erano guastati dai tempi di Triumph des Willens, chiese e ottenne di poter produrre direttamente il film, a differenza di quanto era avvenuto con quelli precedenti girati a Norimberga e prodotti dal NSDAP.

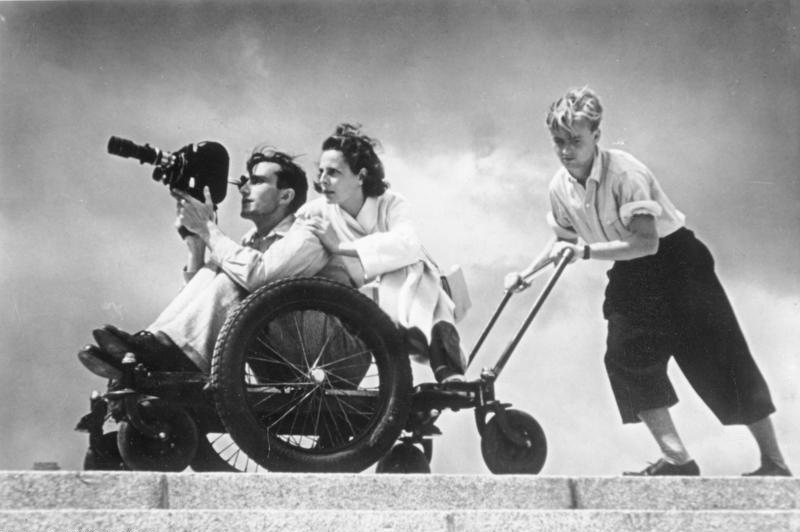
Leni Riefenstahl durante le riprese di Olympia dietro all'operatore Walter Frentz (1936).

La Riefenstahl dedicò quasi due anni di lavoro alla selezione delle scene e al montaggio, visionando oltre 400.000 metri di pellicola. Il risultato finale è quello che è considerato il film più importante della regista e uno dei migliori film dedicati allo sport: Olympia.
In Olympia vengono ripresi i temi cari alla Riefenstahl: le grandi masse, l'esaltazione della corporeità e della bellezza dello sportivo, la musica travolgente, l'espressione della forza e della dinamicità del gesto atletico catturato dal dolly montato su rotaie e dal rallentatore. Sono temi tipici anche dell'estetica nazista e il film, nonostante riguardi la storia e lo svolgimento dei Giochi della XI Olimpiade di Berlino del 1936, aveva anche scopi propagandistici in favore del regime hitleriano, che peraltro sfruttò l'intero evento olimpico come cassa di risonanza per mostrare al mondo gli aspetti più benevoli e presentabili della "nuova" Germania (durante le Olimpiadi cessarono le persecuzioni antisemite). La Riefenstahl scartò tutti i filmati, ancora conservati, in cui appariva un'immagine di Hitler diversa da quella della propaganda del Partito.
La relativa libertà creativa che la Riefenstahl pretese le permise di riprendere atleti di ogni nazione e di dedicare all'afroamericano Jesse Owens, l'atleta più rappresentativo dei Giochi del 1936, una cospicua parte del girato, nonostante i richiami di Goebbels che avrebbe voluto celebrare i trionfi della razza ariana e non certo quelli di un atleta di colore. Il primo piano dedicato all'espressione di disappunto mostrata da Hitler per la vittoria di Owens nel salto in lungo (contro l'atleta di casa, il rivale e amico tedesco Luz Long) è per alcuni l'espressione del tacito dissenso della Riefenstahl sulle dottrine razziali naziste.
Olympia vinse la Coppa Mussolini come miglior film alla 6ª Mostra internazionale d'arte cinematografica di Venezia del 1938, ma vanno segnalate le forti pressioni del regime fascista sulla giuria internazionale. Il tour promozionale negli Stati Uniti iniziò poco dopo la Notte dei cristalli (il pogrom condotto dai nazisti tra il 9 e il 10 novembre 1938) e la Riefenstahl dovette affrontare l'ostilità della stampa, della Anti-Nazi League e di Hollywood, alimentate da Fritz Lang e dagli altri cineasti tedeschi espatriati a causa del nazismo. Le contestazioni non le impedirono di incontrare Walt Disney (che in seguito si giustificò dicendo di non sapere esattamente chi ella fosse) e di organizzare una proiezione privata per una cinquantina tra critici e addetti ai lavori. Nonostante la critica entusiasta del Los Angeles Times, Leni Riefenstahl non riuscì a far distribuire il film negli Stati Uniti d'America.

### Tra guerra e cinema

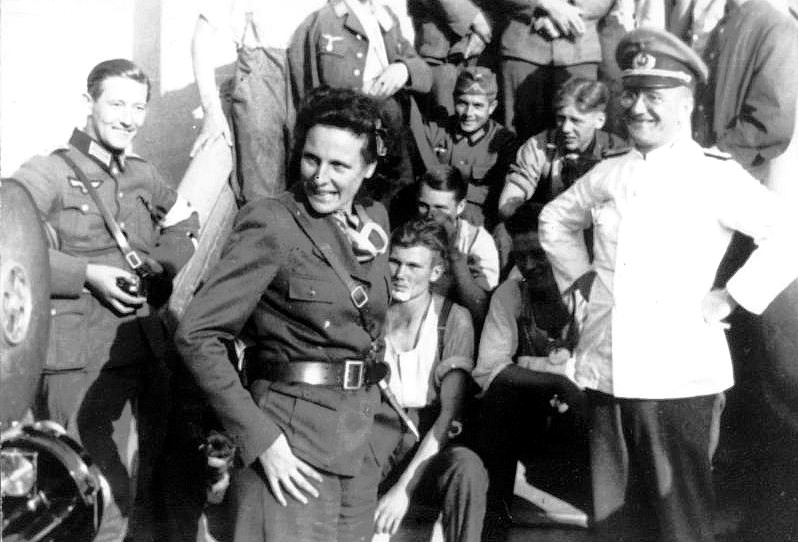
Leni Riefenstahl sul fronte polacco (1939).

Allo scoppio della seconda guerra mondiale (1º settembre 1939) Leni Riefenstahl stava lavorando al progetto di Penthesilea, un film tragico basato sull'opera del drammaturgo tedesco Heinrich von Kleist. Un progetto molto costoso, di cui Hitler aveva garantito personalmente il finanziamento, assicurando alla regista una totale indipendenza da Goebbels. Il conflitto portò all'accantonamento del film, che prevedeva scene in paesi ormai in guerra con la Germania. Tra questi la Libia: per le scene nel deserto la Riefenstahl aveva già preso accordi con il governatore generale, il gerarca fascista Italo Balbo, che conosceva dal 1932.

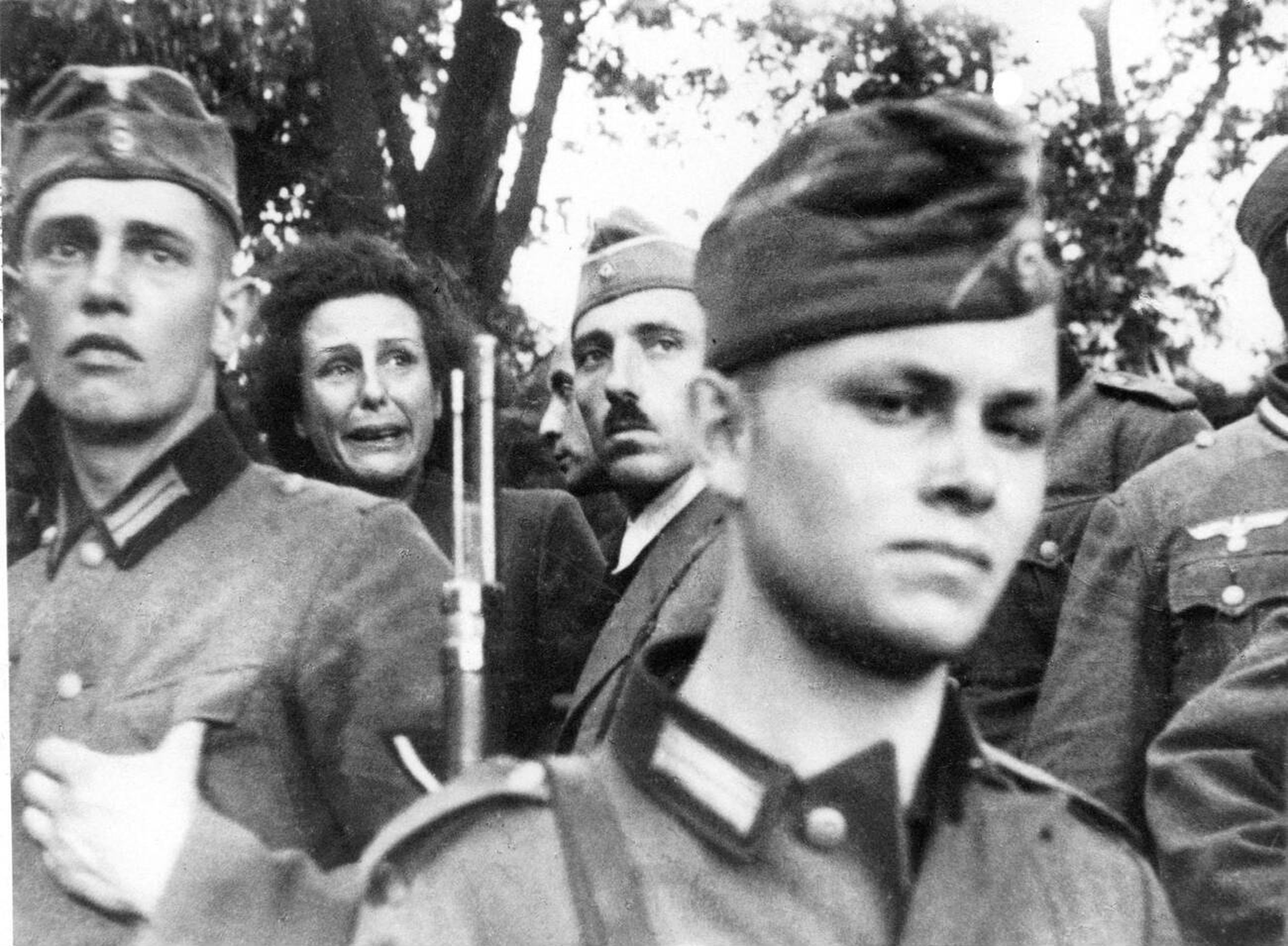
La controversa foto del 12 (per altre fonti del 5) settembre 1939 a Końskie, in Polonia, nella quale la Riefenstahl appare visibilmente scioccata e commossa.

Si trasferì in Polonia come corrispondente di guerra al seguito delle truppe tedesche, per documentarne la vittoriosa avanzata. Il 12 settembre assistette all'eccidio di Końskie: 30 civili ebrei furono uccisi per rappresaglia a un presunto attacco a soldati tedeschi. Ne fu sconvolta, ma il 5 ottobre filmò ugualmente Hitler e la Wehrmacht che sfilavano vittoriosi a Varsavia. Lasciò la Polonia poco dopo con il desiderio di tornare al suo cinema.

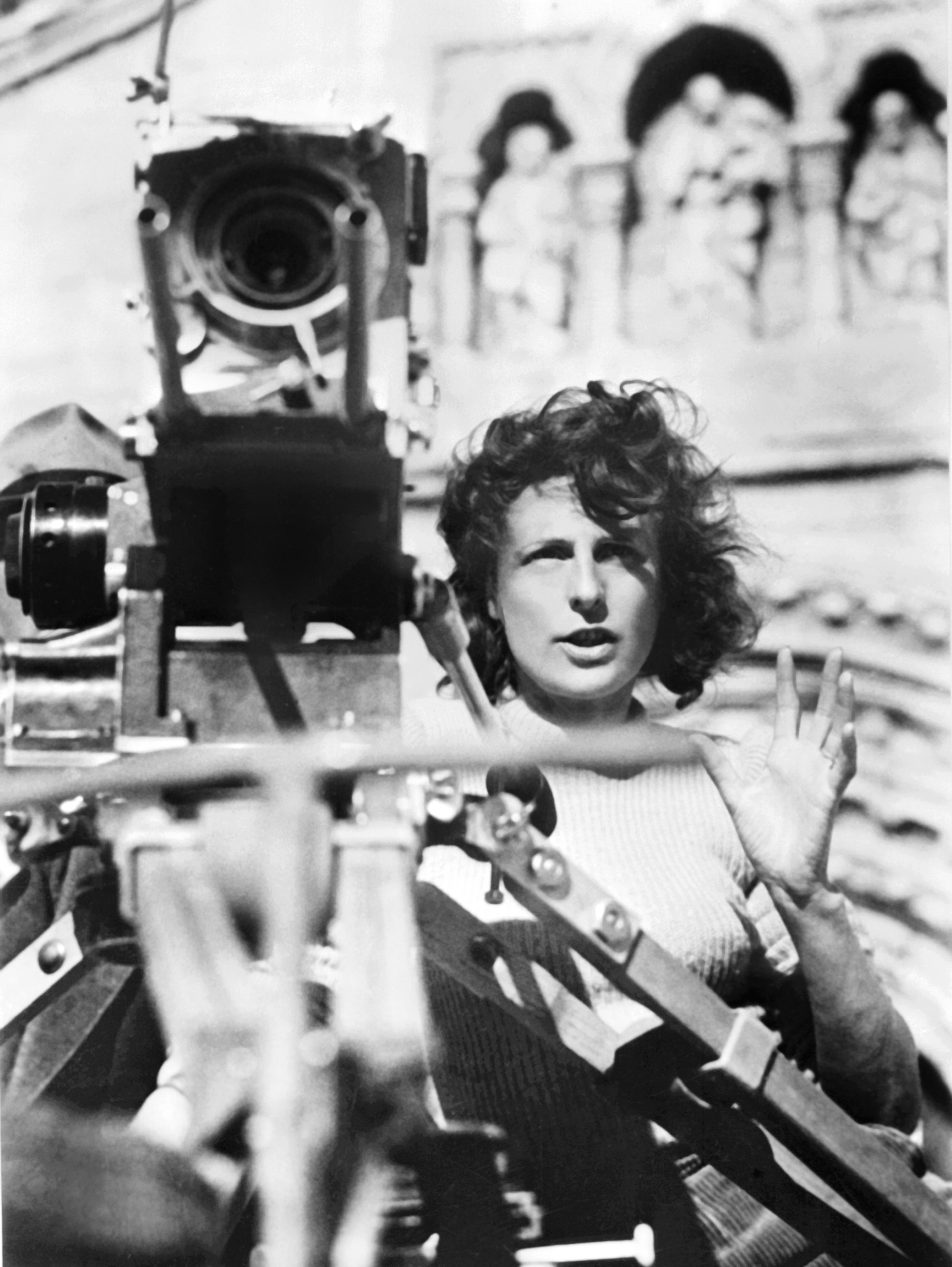
Leni Riefenstahl sul set del film Tiefland (1940).

All'inizio del 1940 riprese la produzione di Tiefland ("Bassopiano"). Girò gli esterni a Krün, e gli interni nei dintorni di Berlino (1942) e a Praga (1944), ma la sconfitta della Germania le impedì di montare e distribuire il film.
Il 14 giugno 1940 la Wehrmacht occupò Parigi, dichiarata città aperta dal governo francese. La Riefenstahl inviò a Hitler un telegramma di felicitazioni. L'amicizia della Riefenstahl con il Führer durò 12 anni, sollevando voci di una relazione tra i due o di una sua attrazione sentimentale per Hitler. L'ultimo loro incontro avvenne il 30 marzo 1944: il rapporto s'incrinò pochi mesi dopo, quando il fratello della regista, Heinz, morì sul fronte russo.
Il 21 marzo 1944 la Riefenstahl sposò il maggiore Peter Jacob, da cui divorziò nel 1946.
Dopo il crollo del fronte occidentale nella primavera del 1945, la Riefenstahl lasciò Berlino nel tentativo di raggiungere la madre. Più volte arrestata dalle truppe americane ed evasa, si consegnò ai soldati americani che avevano circondato la sua casa materna. Trascorse tre anni fra la detenzione in carcere e gli arresti domiciliari, intervallati da un ricovero per depressione sotto la custodia prima degli americani e poi dei francesi.

### Il dopoguerra
Nel gennaio del 1946 gli Alleati avviarono il programma di denazificazione (Entnazifizierung). La regista fu processata quattro volte per le sue attività filonaziste e sempre assolta, perché giudicata non coinvolta in attività di guerra o di sterminio. Dal 1949 il cancelliere tedesco Konrad Adenauer aveva comunque promosso la cosiddetta inversione del processo di denazificazione, varando una serie di leggi di amnistia.
La Riefenstahl non riuscì a giovarsi del nuovo clima per l'attenzione della stampa al suo passato nazista. Nel 1948 il quotidiano francese France Soir e quello tedesco Wochenende pubblicarono un presunto diario di Eva Braun, che conteneva dettagli imbarazzanti sul rapporto tra la Riefenstahl e Hitler. Era stato il suo vecchio amico e collega Luis Trenker a cedere il diario, assicurando che gli era stato affidato personalmente dalla defunta amante del Führer. Una sentenza del tribunale di Monaco di Baviera stabilì che era un falso.
Nel 1949 la rivista tedesca Revue pubblicò una foto delle riprese di Tiefland che mostrava l'impiego come comparse di internati nei campi di concentramento. La stessa rivista pubblicò, nel 1952, un articolo in cui attribuiva alla Riefenstahl un qualche ruolo nell'eccidio di Końskie. La regista vinse entrambe le cause legali che intentò contro Revue, facendo valere i verdetti dei processi di denazificazione, ma la sua reputazione ne fu ulteriormente segnata.
Le divenne molto difficile lavorare a nuovi film. Tra il 1950 e il 1952 scrisse la sceneggiatura e sviluppò il progetto de I diavoli rossi, per il quale contattò Vittorio De Sica - che avrebbe dovuto esserne il protagonista - e Roberto Rossellini. Nel 1952 lavorò alla riedizione de La bella maledetta (Das blaue Licht), che riscosse un buon successo. Nel 1954 terminò il montaggio di Tiefland, i cui negativi le erano stati sequestrati dalle truppe francesi nel 1946 e che aveva riottenuto parzialmente danneggiati dopo anni di cause legali. Il film fu ammesso al 7º Festival Internazionale del Cinema di Cannes, ma solo fuori concorso e solo grazie all'amicizia e alle pressioni di Jean Cocteau, che presiedeva la giuria di quella edizione.
Nel 1959 la retrospettiva Cinema su Venezia, 1932-1939 della 24ª Mostra internazionale d'arte cinematografica di Venezia ripropose Olympia e altri suoi film.

### Fotografa e documentarista
Durante gli anni sessanta viaggiò più volte in Africa, dove si dedicò alla fotografia e allo studio della cultura Nuba in Sudan. Ne trasse due raccolte fotografiche, pubblicate nel 1974 e nel 1976 con grande successo, nonostante qualche critico riferimento al suo passato nazista. Nel 1972 fu uno dei fotografi accreditati alla XX Olimpiade di Monaco e nel 1976 fu ospite d'onore ai Giochi della XXI Olimpiade di Montréal. Nel 1973, a 71 anni, prese il brevetto di immersione subacquea e realizzò una serie di reportage fotografici subacquei, dedicati in particolare alle barriere coralline, pubblicati nel 1978 e nel 1992.
Nel 1982 la regista tedesca Nina Gladitz girò il film Zeit des Schweigens und der Dunkelheit (Tempo del silenzio e della tenebra), un documentario dedicato alla realizzazione di Tiefland. Negli anni quaranta, per le riprese del film (ambientato in Spagna, ma girato nei pressi di Salisburgo), la Riefenstahl ottenne come comparse alcuni bambini di etnia sinti, detenuti nel vicino lager di Maxlan-Leopoldskron e di Marzahn, ai quali furono restituiti dopo le riprese per essere avviati ad Auschwitz e in altri campi di sterminio, dove quasi tutti trovarono la morte. Dopo la guerra, la Riefenstahl dichiarò di aver creduto che Maxglan-Leopoldskron fosse un campo di accoglienza per i nomadi, di ignorare la sorte che li attendeva, che a quei bambini non accadde nulla e che anzi ella stessa li aveva incontrati dopo la guerra in buona salute.

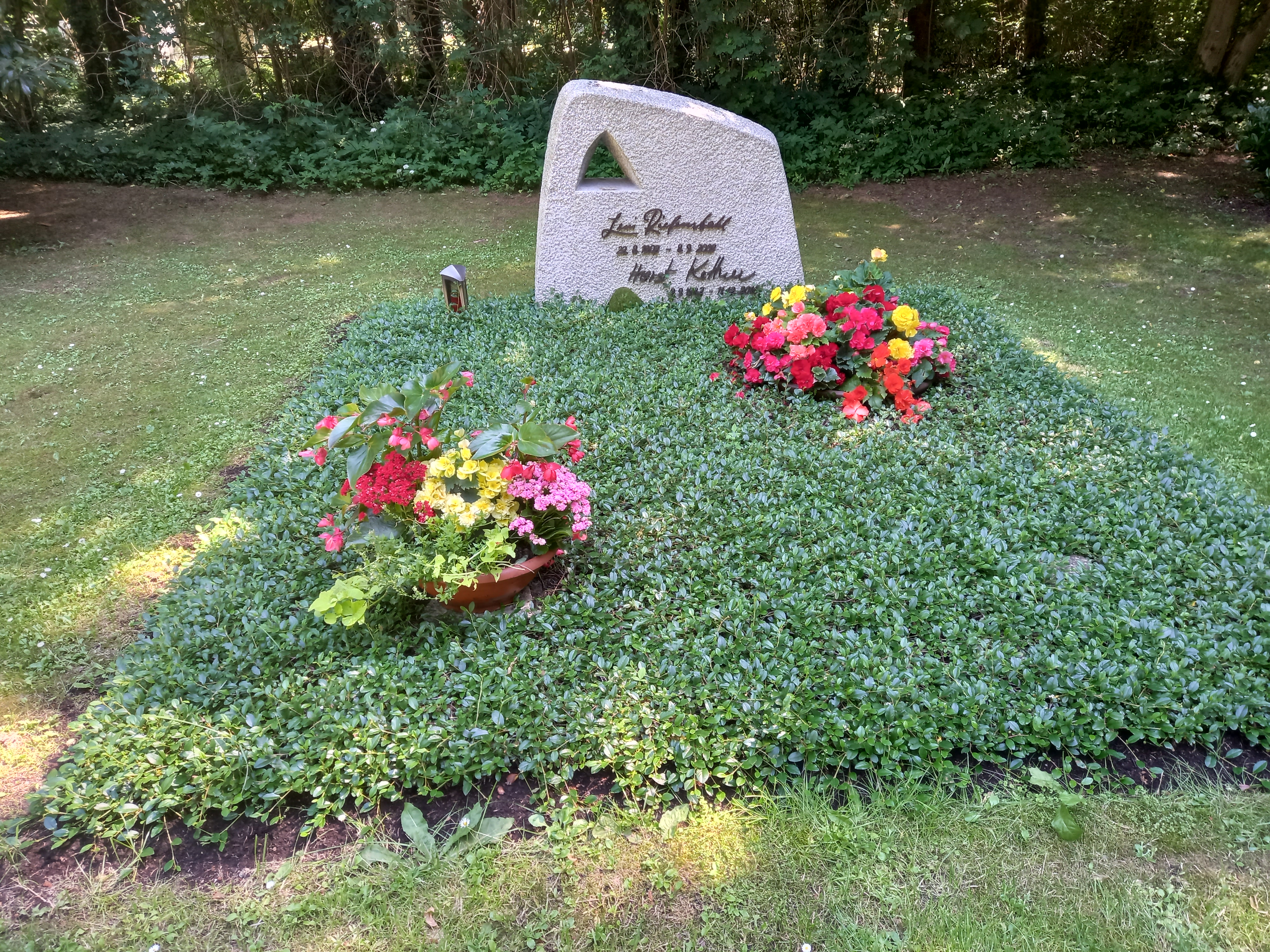
La tomba di Leni Riefenstahl e del secondo marito nel cimitero Waldfriedhof di Monaco di Baviera.

Nina Gladitz raccolse le testimonianze dei pochi sopravvissuti e documentò che la Riefenstahl era consapevole che Maxglan-Leopoldskron fosse un lager: i bambini le furono concessi tramite un contratto, nel quale figuravano le autorità delle SS adibite al controllo del campo. La Gladitz fu citata in giudizio dalla Riefenstahl per diffamazione: il processo, durato quattro anni, si concluse con la vittoria della Gladitz, che però fu a lungo ostracizzata dalla cinematografia tedesca.
Nel 2002 Leni Riefenstahl realizzò il suo ultimo film, un documentario di riprese sottomarine: Impressionen unter Wasser (Meraviglie sott'acqua). All'inizio del 2003 sposò il suo collaboratore Horst Kettner (1942-2016), di quarant'anni più giovane di lei. Pochi mesi dopo, l'8 settembre 2003, morì nella sua casa di Pöcking in Baviera, all'età di 101 anni.

## Filmografia

### Regista
- La vittoria della fede (Der Sieg des Glaubens - Der Film vom Reichsparteitag der NSDAP) (1933)
- Il trionfo della volontà (Triumph des Willens) (1934)
- Il giorno della libertà, il nostro esercito (Tag der Freiheit - Unsere Wehrmacht) (1935)
- Olympia (Olympia 1. Teil - Fest der Völker e Olympia 2. Teil - Fest der Schönheit) (1938)
- Meraviglie sott'acqua [Impressioni dal profondo] (Impressionen unter Wasser) (2002)

### Regista e attrice
- La bella maledetta (Das blaue Licht - Eine Berglegende aus den Dolomiten) (1932, originale) (1952, rimontato e rimasterizzato)
- Tiefland (1954)
- Un sogno d'Africa (Ein Traum von Afrika) (2003, postumo)

### Attrice
- La montagna dell'amore (Der heilige Berg), regia di Arnold Fanck (1926)
- Il grande salto (Der große Sprung), regia di Arnold Fanck (1927)
- Il crollo degli Asburgo (Das Schicksal derer von Habsburg - Die Tragödie eines Kaiserreiches), regia di Rolf Raffé (1928)
- La tragedia di Pizzo Palù (Die weiße Hölle vom Piz Palü), regia di Arnold Fanck e Georg Wilhelm Pabst (1929)
- Tempesta sul Monte Bianco (Stürme über dem Mont Blanc), regia di Arnold Fanck (1930)
- Ebbrezza bianca (Der Weisse Rausch - Neue Wunder des Schneeschuhs), regia di Arnold Fanck (1930)
- S.O.S. Iceberg (S.O.S. Eisberg), regia di Arnold Fanck (1933)
- La forza delle immagini (Die Macht der Bilder), regia di Ray Müller (1993)

### Ballerina
- Forza e bellezza (Wege zu Kraft und Schönheit - Ein Film über moderne Körperkultur), regia di Nicholas Kaufmann e Wilhelm Prager (1925)

## Raccolte fotografiche
- Schönheit im olympischen Kampf. Berlino, 1937
- The Last of the Nuba. Harper & Row, New York, 1974
- People of Kau. Harper & Row, New York, 1976
- Coral Gardens. Harper & Row, New York, 1978
- Vanishing Africa. Harmony Books, New York, 1982
- Olympia Leni Riefenstahl. St. Martin`s Press, New York, 1994
- Wonders Under Water. Quartet Books, London, 1992

## Opere
- Leni Riefenstahl, Stretta nel tempo. Storia della mia vita [Memoiren], traduzione di Amelia Voltolina, Collana "Overlook", Milano, Bompiani, 1995, ISBN 88-452-2058-3.
- Leni Riefenstahl, Stretta nel tempo. Storia della mia vita [Memoiren], prefazione di Enrico Ghezzi, Collana "I Grandi Tascabili", n. 687, Milano, Bompiani, 2000, ISBN 978-88-452-4354-7.